# روبرت ويلسون (رجل أعمال)
روبرت ويلسون (بالإنجليزية: Robert Wilson)‏ هو شخصية أعمال نيوزيلندي، ولد في 1832 في Omagh District Council ‏ في المملكة المتحدة، وتوفي في 1899.